# Suprabha Beckjord
Suprabha Beckjord (Schechter) (* 21. Februar 1956) ist eine US-amerikanische Ultramarathon-Läuferin aus Washington, D.C. Sie ist Besitzerin eines Geschenkeladens und Schülerin des indischen Guru Sri Chinmoy.

## Werdegang und Rekorde
1986 begann Beckjord mit ihrem ersten 7-km-Lauf. Ihr erster Marathon war der Inspiration Marathon in Vermont. Sie ist die einzige Frau, die bis 2009 den längsten zertifizierten Lauf der Welt, den Self-Transcendence 3100 Mile Race, jedes Jahr als Siegerin beendete.

“Anyone can do this, if they set their mind to it.”

„Jeder kann das, wenn man seinen Verstand darauf einstellt.“

## Statistik
| Jahr | Name           | Länge (Meilen) | Bemerkung                 |
| ---- | -------------- | -------------- | ------------------------- |
| 1986 | 200 Mile Race  | 200            | Erster Platz              |
| 1987 | Five Day Race  | 347            | Erster Platz              |
| 1988 | Seven day Race | 521            | Erster Platz              |
| 1988 | 700 Mile Race  | 700            | Erster Platz (US Rekord)  |
| 1989 | Seven Day Race | 470            | Erster Platz              |
| 1989 | 1000 Mile Race | 1000           | Erster Platz (Weltrekord) |
| 1990 | Seven Day Race | 500            | Erster Platz              |
| 1991 | Seven Day Race | 523            | Erster Platz              |
| 1991 | 1300 Mile Race | 1201           | Dritter Platz             |
| 1992 | Seven Day Race | 484            | Erster Platz              |
| 1992 | 1300 Mile Race | 1300           | Erster Platz (US Rekord)  |
| 1993 | Seven Day Race | 490            | Zweiter Platz             |
| 1993 | 1300 Mile Race | 1300           | Zweiter Platz             |
| 1994 | Seven Day Race | 502            | Dritter Platz             |
| 1994 | 1300 Mile Race | 1300           | Zweiter Platz             |
| 1995 | Seven Day Race | 508            | Dritter Platz             |
| 1996 | 2700 Mile Race | 2700           | Erster Platz (Weltrekord) |
| 1997 | 3100 Mile Race | 3100           | Erster Platz (Weltrekord) |
| 1998 | 3100 Mile Race | 3100           | Erster Platz (Weltrekord) |
| 1999 | 3100 Mile Race | 3100           | Erster Platz              |
| 2000 | 3100 Mile Race | 3100           | Erster Platz              |
| 2001 | 3100 Mile Race | 3100           | Erster Platz              |
| 2002 | 3100 Mile Race | 3100           | Erster Platz              |
| 2003 | 3100 Mile Race | 3100           | Erster Platz              |
| 2004 | 3100 Mile Race | 3100           | Erster Platz              |
| 2005 | 3100 Mile Race | 3100           | Erster Platz              |
| 2006 | 3100 Mile Race | 3100           | Erster Platz              |
| 2007 | 3100 Mile Race | 3100           | Erster Platz              |
| 2008 | 3100 Mile Race | 3100           | Erster Platz              |
| 2009 | 3100 Mile Race | 3100           | Erster Platz              |